# 蜡梅
蜡梅（学名：Chimonanthus praecox）是蜡梅科蜡梅属的植物。原产地中国，生长于海拔300米至700米的地区，常生于山地林中。

## 名稱
李时珍《本草纲目》载：「蠟梅，釋名黃梅花，此物非梅類，因其與梅同時，香又相近，色似蜜蠟，故得此名。」陈淏子《花镜》载：「蜡梅俗称腊，一名黄梅，本非梅类，因其与梅同放，其香又相近，色似蜜蜡，且腊月开放，故有是名。」别名蜡木（河南）、石凉茶（浙江）、黄金茶（浙江）、黄梅花（广群芳谱）、狗蝇梅（花镜）。

## 文化
蜡梅花金黄似蜡，岁首冲寒而开，性喜阳光，亦略耐荫，耐寒耐旱，久放不凋，比梅花开得还早。作为中国享誉最高的名花之一，有金黄、蚕青、乳白、浓紫等16种之多。蜡梅隆冬绽蕾，斗寒傲霜，表现永不屈服的性格。《姚氏残语》又称蜡梅为寒客。蜡梅花开春前，为百花之先，特别是虎蹄梅，农历十月即放花，故人称早梅。又因蜡梅花入冬初放，冬尽而结实伴着冬天，故又名冬梅。
《礼记》上说：“蜡也者，索也。岁十二月，合聚万物而索飨之也”。古代十二月的一种祭祀就叫“蜡”。因当时岁暮为举行大祭祀之月，故农历十二月就叫蜡月。而蜡梅开于蜡月，故此得名。“蜡”字系周代所用，秦代改用“腊”字，因而蜡月和蜡梅的“蜡”字，可和“腊”字通用。所以蜡梅与腊梅，可以通用。
据王世懋《学圃余疏》考证，在宋神宗熙宁年（1068~1077年）间，王安石曾写有咏黄梅的诗。后来，在宋哲宗元祐年间（1086~1094），一代文豪苏东坡和黄山谷，因见黄梅花似蜜蜡，遂将它命名为“蜡梅”，说它“香气似梅，类女工捻蜡所成，因谓蜡梅”。由此蜡梅名噪一时，鼎盛于京师。后来诗家在咏蜡梅诗中，常在“蜡”字上下功夫做文章。如“蝶采花成蜡，还将蜡染花”等。

## 楚梅
章华古梅又称楚梅，据说是楚灵王建宫时所植，号称“天下第一梅”。经武汉植物研究所专家考证测定，此梅为原生蜡梅，高三米，冠幅六点五米，距今已有二千五百五十多年，历代文人墨客不乏吟诗作文、争相唱咏的，如今该梅仍枝干茂盛，每当冬腊时节，含苞吐萼，俏丽妖艳，异香扑鼻，沁人肺腑。

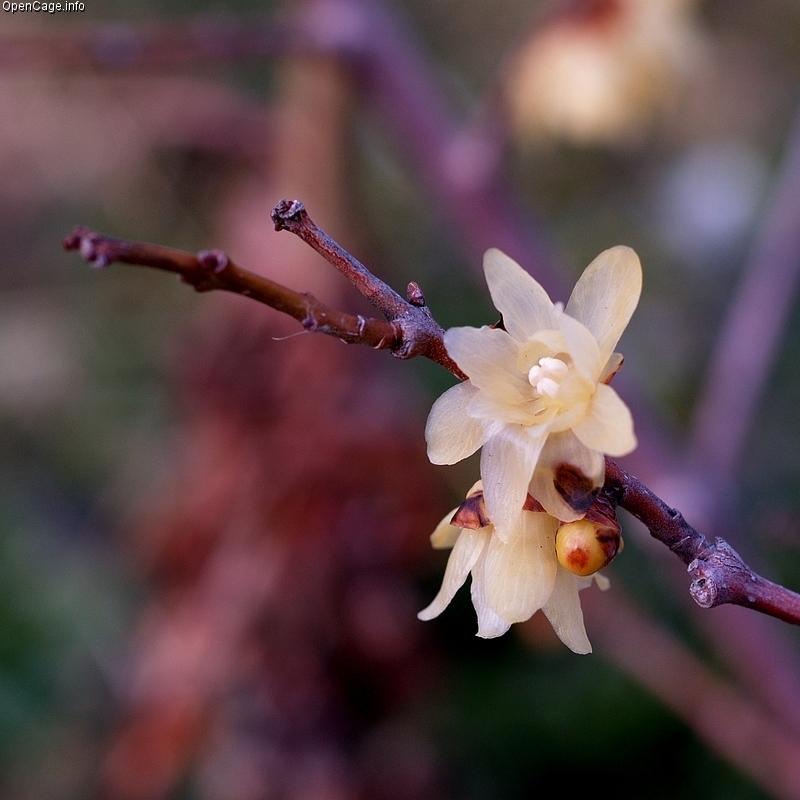
素心蜡梅，花心无暗紫色

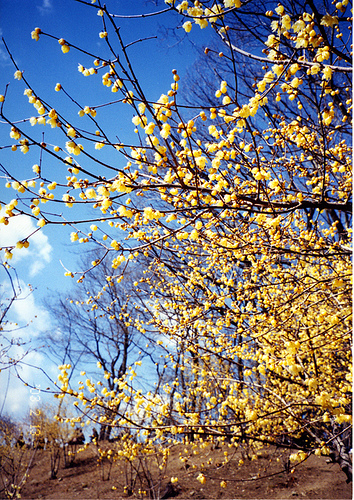

## 外部連結
- 臘梅花 中藥材圖像數據庫  (香港浸會大學中醫藥學院) （中文）（英文）
- 蠟梅花 La Mei Hua（页面存档备份，存于） 中藥標本數據庫 (香港浸會大學中醫藥學院) （繁體中文）（英文）